# Selasphorus ellioti
El colibrí de Elliot (Selasphorus ellioti), también denominado colibrí de garganta violeta, zumbador guatemalteco, zumbador centroamericano o zumbador magenta (en México) o colibrí abejerón (en Honduras), es una especie de ave apodiforme de la familia Trochilidae —los colibríes— perteneciente al género Selasphorus, anteriormente situado en el género Atthis. Es nativo del norte de América Central y sur de México.

## Distribución y hábitat
Se distribuye desde las tierras altas desde el sur de México (en Chiapas) hacia el sur a través de Guatemala hasta el norte de El Salvador y Honduras.
Habita en bosques húmedos a semihúmedos de pino-encino, bosques siempreverdes, bordes de bosques, crecimientos arbustivos adyacentes al bosque y claros con flores. En altitudes entre 1500 y 3500 m.

## Sistemática

### Descripción original
La especie S. ellioti fue descrita por primera vez por lel ornitólogo estadounidense Robert Ridgway en 1878 bajo el nombre científico Atthis ellioti; su localidad tipo es: «Volcán de Fuego, Guatemala».

### Etimología
El nombre genérico masculino «Selasphorus» se compone de las palabras del griego «selas» que significa ‘luz, llama’, y «phoros» que significa ‘que lleva’; y el nombre de la especie «ellioti», conmemora al ornitólogo estadounidense Daniel Giraud Elliot (1835-1915).

### Taxonomía
Está estrechamente emparentado con Selasphorus heloisa y muchos autores las han considerado anteriormente como conespecíficas.
La presente especie, junto a Selasphorus heloisa estuvieron anteriormente situadas en el género Atthis, pero fueron transferidas a Selasphorus como resultado de estudios genético-moleculares realizados en 2014 y 2017, que demostraron que Atthis estaba embutida dentro de Selasphorus.

### Subespecies
Según las clasificaciones del Congreso Ornitológico Internacional (IOC) y Clements Checklist/eBird  se reconocen dos subespecies, con su correspondiente distribución geográfica:
- Selasphorus ellioti ellioti (Ridgway), 1878 – tierras altas del sur de México (Chiapas) y Guatemala.
- Selasphorus ellioti selasphoroides (Griscom), 1932 – tierras altas de Honduras y el norte de El Salvador.